# Base aerea di Bien Hoa
La base aerea di Bien Hoa è un aeroporto militare situato nel centro-sud della penisola vietnamita a circa 30 km da Ho Chi Minh City nella provincia di Dong Nai utilizzato dall'aeronautica militare vietnamita.
La base venne costruita inizialmente dall'aeronautica militare francese sul finire della dominazione coloniale in Indocina. Dal 1º giugno 1955 divenne la principale base della Khong Quan Viet Nam, la forza aerea sudvietnamita. Dal dicembre 1961 le forze americane in Vietnam iniziarono una serie di lavori di ammodernamento della base per accogliere mezzi delle forze aeree statunitensi.

## La guerra del Vietnam
Durante la guerra del Vietnam la base è stata usata sia dalla Khong Quan Viet Nam (VNAF) (1955-1975), sia dagli Stati Uniti (1961-1973), come base principale per l'esercito, l'aeronautica militare, la marina e i Marines.

## Dopo la guerra
Il 935º Squadrone dell'aeronautica militare vietnamita è basato a Bien Hoa.
Nell'aprile 2019 è stato annunciato che l'Agenzia degli Stati Uniti per lo Sviluppo Internazionale avrebbe iniziato un programma decennale di decontaminazione e pulizia dell'area dall'altissima concentrazione di diossina causata dall'uso della base come centro di stoccaggio dell'Agente Arancio durante la guerra.